# District de Talas (Kirghizistan)
Pour les articles homonymes, voir Talas.
Le district de Talas (en kirghize : Талас району) est un raion de la province de Talas dans le nord-ouest du Kirghizistan. Son chef-lieu est le village de Manas. Sa superficie est de 5 051 km2, et 58 867 personne y résidaient en 2009.

## Géographie
Il est bordé à l'ouest par le district de Bakay-Ata et celui de Manas, au sud par celui de Toktogul, à l'est par celui de Panfilov. Sa frontière nord est celle du Kazakhstan.

## Démographie
En 2009, sa population était très majoritairement d'ethnie kirghize :
| Groupe ethnique | Population | Proportion |
| --------------- | ---------- | ---------- |
| Kirghizes       | 58 867     | 99.3%      |
| Russes          | 170        | 0.3%       |
| Autres groupes  | 249        | 0.4%       |

## Communautés rurales et villages
Le district comprend 13 communautés rurales (aiyl okmotu), regroupant chacune un ou plusieurs villages ou hameaux :
1. Aral
2. Jergetal (villages Kyzyl-Tuu (centre), Chyiyrchyk et Kek-Kashat)
3. Dolon (villages Tash-Aryk (centre), Ak-Jar et Orto-Aryk)
4. Kok-Oy
5. Bekmoldo (villages Sasyk-Bulak (centre), Kara-Oy, Kengesh et Chong-Tokoy)
6. Aydaraliev (village Köpürö-Bazar)
7. Nurjan (villages Jon-Aryk (centre) et Kek-Tokoy)
8. Berdike Baatyr (villages Kum-Aryk (centre), Kozuchak et Arashan)
9. Osmokulov (villages Taldy-Bulak (centre) et Ak-Korgon)
10. Omuraliev (villages Manas (centre) et Chat-Bazar)
11. Kuugandy (village Uch-Emchek)
12. Kara-Suu
13. Kalba (villages Kalba (centre), Atay Ogonbaev et Balbal)